# AFL - Division III 2020
La AFL Division III 2020 avrebbe dovuto essere la 10ª edizione del campionato di football americano di quarto livello, organizzato dalla AFBÖ. Il campionato non è stato disputato a causa della pandemia di COVID-19 del 2019-2021.

## Squadre partecipanti
| Club                  | Città               | Stadio | Sponsor ufficiale | Risultato nella stagione 2019 |
| --------------------- | ------------------- | ------ | ----------------- | ----------------------------- |
| Asperhofen Blue Hawks | Asperhofen          |        |                   |                               |
| Carinthian Eagles     | Villaco             |        |                   |                               |
| Carnuntum Legionaries | Bruck an der Leitha |        |                   |                               |
| Danube Dragons 2      | Vienna              |        |                   |                               |
| Gladiators Ried       | Ried im Innkreis    |        |                   |                               |
| Gmunden Rams          | Gmunden             |        |                   |                               |
| Pinzgau Celtics       | Piesendorf          |        |                   |                               |
| Styrian Reavers       | Tillmitsch          |        |                   |                               |
| Traun Steelsharks 2   | Traun               |        |                   |                               |
| Wörgl Warriors        | Wörgl               |        | Vertex            |                               |

## Stagione regolare

### Calendario

#### 1ª giornata
| 21 marzo 2020 | Styrian Reavers | - – - | Carnuntum Legionaries |  |

| 22 marzo 2020 | Danube Dragons 2 | - – - | Carinthian Eagles |  |

| 22 marzo 2020 | Pinzgau Celtics | - – - | Gladiators Ried |  |

| 22 marzo 2020 | Gmunden Rams | - – - | Traun Steelsharks 2 |  |

#### 2ª giornata
| 28 marzo 2020 | Asperhofen Blue Hawks | - – - | Styrian Reavers |  |

| 28 marzo 2020 | Traun Steelsharks 2 | - – - | Pinzgau Celtics |  |

| 29 marzo 2020 | Danube Dragons 2 | - – - | Carnuntum Legionaries |  |

| 29 marzo 2020 | Wörgl Warriors | - – - | Gmunden Rams |  |

#### 3ª giornata
| 10 aprile 2020 | Gladiators Ried | - – - | Traun Steelsharks 2 |  |

| 11 aprile 2020 | Danube Dragons 2 | - – - | Asperhofen Blue Hawks |  |

| 11 aprile 2020 | Pinzgau Celtics | - – - | Wörgl Warriors |  |

| 13 aprile 2020 | Carinthian Eagles | - – - | Carnuntum Legionaries |  |

#### 4ª giornata
| 25 aprile 2020 | Gladiators Ried | - – - | Gmunden Rams |  |

| 25 aprile 2020 | Traun Steelsharks 2 | - – - | Wörgl Warriors |  |

| 26 aprile 2020 | Styrian Reavers | - – - | Danube Dragons 2 |  |

| 26 aprile 2020 | Asperhofen Blue Hawks | - – - | Carinthian Eagles |  |

#### 5ª giornata
| 2 maggio 2020 | Carnuntum Legionaries | - – - | Asperhofen Blue Hawks |  |

| 2 maggio 2020 | Gmunden Rams | - – - | Pinzgau Celtics |  |

| 3 maggio 2020 | Wörgl Warriors | - – - | Gladiators Ried |  |

| 3 maggio 2020 | Carinthian Eagles | - – - | Styrian Reavers |  |

#### 6ª giornata
| 9 maggio 2020 | Gladiators Ried | - – - | Pinzgau Celtics |  |

| 9 maggio 2020 | Carnuntum Legionaries | - – - | Danube Dragons 2 |  |

| 9 maggio 2020 | Styrian Reavers | - – - | Asperhofen Blue Hawks |  |

| 9 maggio 2020 | Traun Steelsharks 2 | - – - | Gmunden Rams |  |

#### 7ª giornata
| 23 maggio 2020 | Carnuntum Legionaries | - – - | Styrian Reavers |  |

| 23 maggio 2020 | Gmunden Rams | - – - | Gladiators Ried |  |

| 24 maggio 2020 | Wörgl Warriors | - – - | Traun Steelsharks 2 |  |

| 24 maggio 2020 | Carinthian Eagles | - – - | Danube Dragons 2 |  |

#### 8ª giornata
| 6 giugno 2020 | Gmunden Rams | - – - | Wörgl Warriors |  |

| 6 giugno 2020 | Pinzgau Celtics | - – - | Traun Steelsharks 2 |  |

| 7 giugno 2020 | Carnuntum Legionaries | - – - | Carinthian Eagles |  |

| 7 giugno 2020 | Asperhofen Blue Hawks | - – - | Danube Dragons 2 |  |

#### 9ª giornata
| 13 giugno 2020 | Danube Dragons 2 | - – - | Styrian Reavers |  |

| 13 giugno 2020 | Traun Steelsharks 2 | - – - | Gladiators Ried |  |

| 14 giugno 2020 | Wörgl Warriors | - – - | Pinzgau Celtics |  |

| 14 giugno 2020 | Carinthian Eagles | - – - | Asperhofen Blue Hawks |  |

#### 10ª giornata
| 27 giugno 2020 | Gladiators Ried | - – - | Wörgl Warriors |  |

| 27 giugno 2020 | Pinzgau Celtics | - – - | Gmunden Rams |  |

| 28 giugno 2020 | Styrian Reavers | - – - | Carinthian Eagles |  |

| 28 giugno 2020 | Asperhofen Blue Hawks | - – - | Carnuntum Legionaries |  |

### Classifica
La classifica della regular season è la seguente:
- PCT = percentuale di vittorie, G = partite giocate, V = partite vinte,  P = partite perse, PF = punti fatti, PS = punti subiti

#### Conference A
| Pos. | Squadra             | PCT  | G | V | N | P | PF | PS |
| ---- | ------------------- | ---- | - | - | - | - | -- | -- |
| 1    | Gladiators Ried     | .000 | 0 | 0 | 0 | 0 | 0  | 0  |
| 2    | Gmunden Rams        | .000 | 0 | 0 | 0 | 0 | 0  | 0  |
| 3    | Pinzgau Celtics     | .000 | 0 | 0 | 0 | 0 | 0  | 0  |
| 4    | Traun Steelsharks 2 | .000 | 0 | 0 | 0 | 0 | 0  | 0  |
| 5    | Wörgl Warriors      | .000 | 0 | 0 | 0 | 0 | 0  | 0  |

#### Conference B
| Pos. | Squadra               | PCT  | G | V | N | P | PF | PS |
| ---- | --------------------- | ---- | - | - | - | - | -- | -- |
| 1    | Asperhofen Blue Hawks | .000 | 0 | 0 | 0 | 0 | 0  | 0  |
| 2    | Carinthian Eagles     | .000 | 0 | 0 | 0 | 0 | 0  | 0  |
| 3    | Carnuntum Legionaries | .000 | 0 | 0 | 0 | 0 | 0  | 0  |
| 4    | Danube Dragons 2      | .000 | 0 | 0 | 0 | 0 | 0  | 0  |
| 5    | Styrian Reavers       | .000 | 0 | 0 | 0 | 0 | 0  | 0  |

## Playoff

### Tabellone
|  | Semifinali | Semifinali | Semifinali |     |     | XVII Challenge Bowl | XVII Challenge Bowl | XVII Challenge Bowl |  |
|  |            |            |            |     |     |                     |                     |                     |  |
|  | 1A         | TBD        | -          |     |     |                     |                     |                     |  |
|  | 1A         | TBD        | -          |     |     |                     |                     |                     |  |
|  | 2B         | TBD        | -          |     |     |                     |                     |                     |  |
|  | 2B         | TBD        | -          |     | TBD | TBD                 | -                   |                     |  |
|  |            |            |            |     | TBD | TBD                 | -                   |                     |  |
|  |            |            | TBD        | TBD | -   |                     |                     |                     |  |
|  | 1B         | TBD        | TBD        | TBD | -   | -                   |                     |                     |  |
|  | 1B         | TBD        |            |     |     |                     |                     |                     |  |
|  | 2A         | TBD        | -          |     |     |                     |                     |                     |  |

### Semifinali
| 4 luglio 2020 | TBD | - – - | TBD |  |

| 5 luglio 2020 | TBD | - – - | TBD |  |

### XVII Challenge Bowl
| 18 luglio 2020 | TBD | - – - | TBD |  |